# FNN NEWSCOM
『FNN NEWSCOM』（エフエヌエヌ ニュース・コム）とは、フジテレビ系列（FNN）（テレビ大分・テレビ宮崎および鹿児島テレビの各局を除く）で1990年4月9日から1994年3月31日まで4年間にわたって放送されていた最終版の報道番組である。

## 概要
フジテレビの開局30周年（1989年）を機に当時の鹿内宏明会長が深夜報道番組の大幅刷新を断行し、『（FNN）DATE LINE』に変わってスタートしたのがこの番組である。前番組の流れから木村太郎が総合司会（メインキャスター）を務めた。しかし視聴率は振るわず、幾度も修正が加えられデザインや内容が目まぐるしく変わった。
30分程度のニュース番組ながらビジュアルやサウンドが非常に洗練されており、演出面の個性的なパッケージが注目された。スタジオセットはジョルジェット・ジウジアーロ率いるイタルデザインが、テーマ音楽は関口敏行が担当した（1991年以降はそのアレンジ版が使われた）。英字タイトル、FM放送を思わせるような効果音、モダンジャズに洋楽、洗練されたイメージのスタジオ等、都会的で欧米志向・スタイリッシュ・アップテンポといった、この時代に好まれたキーワードが反映された。
できる限りコンパクトでシンプルにというコンセプトで特集コーナー等は基本的に排除し、当初は天気予報すらなかった。
放送開始時からエンディングでは、木村が海外の三面記事ニュースを取り上げ、話題に引っ掛けたダジャレで締めるのが恒例だった。1993年に放送時間を拡張し天気予報コーナーを新設。翌年の1994年1月からは木村のダジャレに代わり、裏番組であったTBSの『筑紫哲也 NEWS23』内の「多事争論」に対抗する「太郎のCOらM'94」がスタートした。
土曜・日曜は『DATE LINE』と同じく、ニュースと天気予報のみを伝えていた。
番組は、1994年3月31日で終了し、翌日の同年4月1日からは、平日は前番組と同様に『プロ野球ニュース』を内包する新報道番組『ニュースJAPAN』がスタート、土曜・日曜は『ニュースJAPAN』・『プロ野球ニュース』の両番組を内包する『スポーツWAVE』が後番組として立ち上がり、木村は平日版のコメンテーターとして、長谷部は土曜・日曜版のニュースキャスターとしてそれぞれ続投した。
福井テレビ・東海テレビでは『協力：中日新聞』、テレビ西日本では『TNC西日本新聞』とオープニングに表示していた。

## 放送時間の変遷
| 期間       | 期間       | 放送時間（JST）        | 放送時間（JST）         | 放送時間（JST）        | 放送時間（JST）        |
| 期間       | 期間       | 月 - 木曜日            | 金曜日                  | 土曜日                 | 日曜日                 |
| ---------- | ---------- | ---------------------- | ----------------------- | ---------------------- | ---------------------- |
| 1990.4.9   | 1990.10.14 | 23:00 - 23:25 （25分） | 23:00 - 23:25 （25分）  | 翌0:00 - 0:15 （15分） | 23:30 - 23:45 （15分） |
| 1990.10.15 | 1993.3.31  | 23:00 - 23:25 （25分） | 23:45 - 翌0:10 （25分） | 翌0:00 - 0:15 （15分） | 23:30 - 23:45 （15分） |
| 1993.4.1   | 1994.3.31  | 23:00 - 23:30 （30分） | 23:45 - 翌0:15 （30分） | 翌0:00 - 0:15 （15分） | 23:30 - 23:45 （15分） |

備考
- 年末年始も12月31日を除き休止せず放送されていた。年末が平日の場合は12月29日か12月30日まで通常放送。1月1日・2日・3日が平日の場合は15分に短縮して放送され、男性サブキャスター（青嶋達也など）が一人で担当し、内容も土曜・日曜版に準拠した形となっていた。
- 重大ニュースが入った際は、平日・土曜・日曜ともに放送時間を10分延長した。ゲストコメンテーターが出演することもあった。
- 金曜日は1990年10月に音楽番組『ヒットパレード90's』が当時間帯で開始した為、上記の時間に変更される。以降、金曜日の最終版ニュースは2024年現在放送中の『FNN Live News α』に至るまで月 - 木曜日と時間が異なっている。
- 日曜日は、F1グランプリ決勝レース放送の場合は24:30からの放送となった（後座番組の『プロ野球ニュース』は24:45 - 25:15に時間変更・短縮して放送）。
- バルセロナオリンピックの際は5分間の短縮版が放送されたことがあった。
- 1993年7月18日（日曜日）の放送は、第40回衆議院議員総選挙のため拡大版となり、特設スタジオから安藤優子が司会を務める討論番組として、通常の本番組とは全く別の内容で放送された。この日はストレートニュースは一切放送されず、本来の週末キャスターである牧原は出演しなかった。

## 主な内容
番組内容が安定していた中期 - 後期を基準に記す。

### 平日
トップニュース
番組タイトルの直後、オープニングテーマ（もしくは別のBGM）に乗せてサブキャスターが最初の項目を伝えた。他のニュース番組でよく見られるヘッドライン形式ではなく、1項目のみを30秒〜1分程度かけて伝えていた。その後、映像に乗せてスポンサーが表示されてスタジオに画面が変わり、キャスターが挨拶する（最末期までは名前テロップが表示されず、挨拶の際にキャスターがそれぞれ名前を名乗るだけだった）
タイトルコールは当初は男性コーラス、その後男女混声コーラスで「FNN NEWーSCOM!!」とハモるものだった。番組開始当時は専用のタイトルを使ったが、その後はその日のトップ項目の映像をバックにタイトル画となっていた（エンディングも同じ）。
オープニング→ストレートニュース
木村が先にコメントをした後、アシスタント2人がニュースを伝えた。木村は当時、「他のキャスターはニュースの後にコメントすることが多いが、自分は前にコメントする主義」と語っていた。しかし、次番組から立場がコメンテーターに移行したことや番組構成上の事情もあり、以後そのポリシーは貫かれていない。
COMPACK
サブキャスター2人のナレーションで、世界の三面記事的なニュースをフラッシュニュース形式で伝えた。青嶋が出演しない金曜日はミニ特集に変更され、本コーナーの放送がないことが多かった。
週末版では放送されていなかったが、1992年7月18日（土曜日）の『平成教育テレビ』内のスペシャルは平日の構成に準じたため、その日のキャスターだった逸見政孝と岡本夏生がCOMPACKのナレーションに挑んだ。
世界のニュース
キャスターテーブル前の世界地図から、ヨーロッパ、アメリカ、日本それぞれのニュース項目のボードが立ち上がり、木村が横に立って主要な項目のみ解説した（伝える項目は木村が自ら選んでいた）。オセアニアのボードもあったが、番組終了までほとんど立ち上がることはなかった。なお、この世界地図はエンディングの木村のダジャレと挨拶の後、スタジオを俯瞰するカットで全てのボードが閉まる仕組みだった。木村の不在時にはミニ特集に変更された。
ミニ特集
基本的に特集は放送しないポリシーであったが、稀に「COMPACK」「世界のニュース」に代わって放送されることがあった。テーマは海外ニュースのみであった。ただし、番組内容が迷走していた時期に一度だけ青嶋の進行で「ゴミ特集」が放送されたことがあり、世界地図上が視聴者からのFAXで埋め尽くされ、ゴミ袋が黒から半透明に代わったことについて、青嶋がゲストの東京都の担当者を問いつめるという中途半端な内容であった。
ローカルニュース
フジテレビ版はサブキャスター2人がストレートニュースと同じ形式の演出で伝えた。
太郎のCOらM'94（1994年1月以降）
筑紫哲也の「多事争論」に似ていたが、テーマはフリップではなく字幕で表示していた。本番組終了後は普通の「コラム」表記となり、『ニュースJAPAN』で継続することとなった。
天気予報（1993年以降）
専用のBGMに乗って長谷部が全国の天気を伝えた。
エンディング
1993年12月までは、エンディングテーマに乗せて木村が海外の新聞・雑誌から選んだ三面記事的なニュースを1つ選んで伝え、最後にダジャレ（オチのギャグかまし）を言って「またお目にかかりましょう」という挨拶で締めくくった。それに対する青嶋の微妙な表情も笑いを誘った。1994年1月以降はコラム、天気予報と続き木村の「それではまた明日（来週）、お目にかかりましょう」という挨拶のみで終わり、ニュース&ダジャレは廃止された。
その後はスタジオの引きの映像からニュース映像に変わり、提供クレジットと番組タイトルが表示されて終了となる。その後CMを挟んで、『プロ野球ニュース』へのクロスプログラム（『次は プロ野球ニュースです』のテロップあり）を行った（土曜・日曜も同様）。

### 土曜・日曜・年末年始
オープニング
タイトルとスポンサー表示（日曜日は日付表示）のみで、すぐにCMに入った。当初は「タイトルCG→スポンサー表示（日曜日は日付表示）＋スタジオの引きの映像」、のちに「タイトル表示＋トップニュース映像→スポンサー表示（日曜日は日付表示）＋スタジオの引きの映像」という流れだったが、末期は引きの映像を撮るカメラが廃止され、トップニュース映像のみとなった。また、日曜日の日付表示は末期には廃止された。
全国ニュース
CMの後、『DATE LINE』と同様に土曜日は「こんばんは、週末のNEWSCOM、山中秀樹です。日付は〇月〇日の日曜日に変わっております」「こんばんは、午前0時を回って日付は○月○日日曜日に変わっています」、日曜日は「こんばんは、日曜日の夜のNEWSCOMです」の挨拶でスタート（特別編成により日付をまたいだ場合は土曜と同様）。平日のようなBGMは一切なく、アナウンサーが淡々とニュースを読むだけで、通常アナウンサーの顔の下に表示される項目名のテロップすらなかった（1988年4月からの『DATE LINE』も同じ。当時の土曜・日曜最終ニュースでは普通だった）。
ローカルニュース
全国ニュースの最終項目の後に飛び降りポイントがあり、続いてローカルニュースを2項目ほど伝えた。ジングルなしでCMに入った。
天気予報
『FNNニュース工場』『DATE LINE』時代から引き続き、エンディングテーマに乗って、観光地の美しい映像（関東地方・フジテレビ系のない青森県・山梨県・高知さんさんテレビ開局前の高知県などの映像）をバックに天気を伝えた。札幌・仙台・東京・名古屋・大阪・広島・高松・福岡の天気を表示していた。天気図等は一切なく、「東京　はれ　☔10％」というような字幕を表示するだけのシンプルなものだった。1995年3月26日までの『スポーツWAVE』でも使われていた。平日に天気予報がなかった時代から放送されていた。
エンディング
土曜日は天気予報の映像にスポンサーが表示された後、タイトルCGが表示されてそのまま終了。日曜日はアナウンサーが「今晩はこの辺で失礼します」と挨拶し、スタジオの引きの画像の後、タイトルCGが表示されて終了。末期はタイトルCGが字幕に変わったほか、引きの画像を撮るカメラが廃止されたため、日曜日も天気予報の映像にタイトルが表示され、そのまま終了する形式に変わった。土曜日と日曜日で異なっていた理由は日曜日に全国枠のスポンサーがなかったため。本編終了後、平日と同様に『次はプロ野球ニュースです』のテロップがあった。

## 出演者
| 期間 | 期間       | 平日版           | 平日版         | 平日版         | 平日版          | 平日版         | 平日版         | 平日版         | 土曜・日曜版   |
| 期間 | 期間       | メインキャスター | 女性キャスター | 女性キャスター | 女性キャスター  | 男性キャスター | 男性キャスター | 男性キャスター | キャスター1・2 |
| 期間 | 期間       | メインキャスター | 月 - 水        | 木             | 金              | 月 - 水        | 木             | 金             | キャスター1・2 |
| --- | ---------- | ---------------- | -------------- | -------------- | --------------- | -------------- | -------------- | -------------- | -------------- |
| 1990.4.9 | 1990.9.30  | 木村太郎3・4     | 山口美江       | 島森路子       | 島森路子        | 青嶋達也       | 川端健嗣       | 川端健嗣       | 山中秀樹3      |
| 1990.10.1 | 1991.3.31  | 木村太郎3・4     | 山口美江       | 山口美江       | 八木亜希子      | 青嶋達也       | 青嶋達也       | 川端健嗣       | 山中秀樹3      |
| 1991.4.1 | 1991.12.29 | 木村太郎3・4     | 長谷部真理子   | 長谷部真理子   | 長谷部真理子    | 青嶋達也       | 青嶋達也       | 向坂樹興       | 増田明男       |
| 1992.1.6 | 1992.3.29  | 木村太郎3・4     | 近藤サト5      | 近藤サト5      | （シフト勤務）5 | 青嶋達也       | 青嶋達也       | 向坂樹興       | 増田明男       |
| 1992.3.30 | 1992.6.28  | 木村太郎3・4     | 近藤サト5      | 近藤サト5      | （シフト勤務）5 | 青嶋達也       | 青嶋達也       | 軽部真一6      | 増田明男       |
| 1992.6.29 | 1993.6.27  | 木村太郎3・4     | 長谷部真理子4  | 長谷部真理子4  | 長谷部真理子4   | 青嶋達也       | 青嶋達也       | 横井克裕7・8   | 牧原俊幸       |
| 1993.6.28 | 1993.9.26  | 木村太郎3・4     | 長谷部真理子4  | 長谷部真理子4  | 長谷部真理子4   | 青嶋達也       | 青嶋達也       | 野島卓         | 牧原俊幸       |
| 1993.9.27 | 1994.3.31  | 木村太郎3・4     | 長谷部真理子4  | 長谷部真理子4  | 長谷部真理子4   | 青嶋達也       | 青嶋達也       | 牧原俊幸       | 牧原俊幸       |
| - 1 『FNNニュース・明日の天気』を兼務。 - 2 19時台のスポットニュースを兼務。 - 3 『DATE LINE』から続投。 - 4 『ニュースJAPAN』も続投（木村はコメンテーターとして、長谷部は週末キャスターとして）。 - 5 長谷部の産休に伴う。 - 6 『おはよう!ナイスデイ』コーナー司会を兼務。 - 7 1993年3月まで『FNN World Uplink』向坂の代役司会および『FNNスピーク』外信コーナー（月 - 水曜日）を兼務。 - 8 1993年4月から『FNN おはよう!サンライズ』ニュースコーナーを兼務。 |            |                  |                |                |                 |                |                |                |                |

### 出演者に関する補足
- 木村、山口、島森、長谷部以外は、出演当時の者を含めて全員フジテレビアナウンサー。
- 木村はフジテレビ専属コメンテーター。
- 島森は「広告批評」編集長。
- 1992年1月6日 - 6月26日（長谷部産休時）の女性アシスタントについては、月 - 木曜にかけては近藤が、金曜は八木、益田由美、松尾紀子、田代尚子（1992年3月まで）、佐藤里佳、大坪千夏の各女性アナウンサーが輪番制の形で代理を務めるという変則的な人事編成となっていた。
- 青嶋は、休日にスポーツ実況を担当していたため平日を帯で担当できなかったが、金曜アシスタントの休暇時のみ金曜日も出演した。
- 逆に、青嶋の休暇時は金曜アシスタントが代役を務めた。長谷部の代役は近藤が務めた。
- 週末キャスターは休まずに出演した。本番組に限らず、週末最終ニュース枠のキャスターは休まないのが伝統になっている。牧原が金曜・土曜・日曜を兼務した時期は、青嶋の代役も含めて10日間連続で出演したこともあった。

## 歴代のエンディングテーマ曲
エンディングテーマは、主に洋楽が選曲された。
- 『Love Train』（J.J.Company）
- 『Hello Again』（J.J.Company）
- 『FACE』（鈴木結女）
- 『Dreamin'』（セリア）
- 『FASCINATION』（GIRLFRIEND）
- 『イエスタデイ』（ビートルズ）
- 『Dust in the wind』（KANSAS）
- 『Your song』（エルトン・ジョン）
- 『愛の願い』（ミッシェル・ポルナレフ）
- 『Top of the new world』（カーペンターズ）
- 『How Am I Supposed To Live Without You』（マイケル・ボルトン）
- 『Ribbon In The Sky』（スティービー・ワンダー）
- 『We're All Alone』（ボズ・スキャッグス）
- 『勝手にシンドバッド』（サザンオールスターズ）
- 『シェイプ・アイム・イン』（ボビー・コールドウェル）[13]

など

## ネット状況

### ネット局
| 放送対象地域   | 放送局                  | 系列        | 備考                            |
| -------------- | ----------------------- | ----------- | ------------------------------- |
| 関東広域圏     | フジテレビ(CX)          | FNN         | 基幹・制作局                    |
| 北海道         | 北海道文化放送(uhb)     | FNN         |                                 |
| 岩手県         | 岩手めんこいテレビ(mit) | FNN         | 1991年4月1日開局から            |
| 宮城県         | 仙台放送(OX)            | FNN         |                                 |
| 秋田県         | 秋田テレビ(AKT)         | FNN         |                                 |
| 山形県         | 山形テレビ(YTS)         | FNN         | 1993年3月31日まで 現在はANN系列 |
| 福島県         | 福島テレビ(FTV)         | FNN         |                                 |
| 新潟県         | 新潟総合テレビ(NST)     | FNN         | 現・NST新潟総合テレビ           |
| 長野県         | 長野放送(NBS)           | FNN         |                                 |
| 静岡県         | テレビ静岡(SUT)         | FNN         |                                 |
| 富山県         | 富山テレビ(T34→BBT)     | FNN         |                                 |
| 石川県         | 石川テレビ(ITC)         | FNN         |                                 |
| 福井県         | 福井テレビ(FTB)         | FNN         |                                 |
| 中京広域圏     | 東海テレビ(THK)         | FNN         | [ 17 ]                          |
| 近畿広域圏     | 関西テレビ(KTV)         | FNN         | [ 18 ]                          |
| 島根県・鳥取県 | 山陰中央テレビ(TSK)     | FNN         |                                 |
| 岡山県・香川県 | 岡山放送(OHK)           | FNN         |                                 |
| 広島県         | テレビ新広島(TSS)       | FNN         | [ 19 ]                          |
| 愛媛県         | テレビ愛媛(EBC)         | FNN         |                                 |
| 福岡県         | テレビ西日本(TNC)       | FNN         |                                 |
| 佐賀県         | サガテレビ(STS)         | FNN         |                                 |
| 長崎県         | テレビ長崎(KTN)         | NNN/FNN→FNN | 1990年10月1日から               |
| 熊本県         | テレビ熊本(TKU)         | FNN         |                                 |
| 沖縄県         | 沖縄テレビ(OTV)         | FNN         |                                 |